# Alice Robinson
Pour les articles homonymes, voir Robinson.
Alice Robinson, née le 1er décembre 2001, est une skieuse alpine néo-zélandaise, championne du monde junior de slalom géant en 2019. Elle monte sur son premier podium de coupe du monde à 17 ans, le 17 mars 2019 dans la dernière course de la saison 2018-2019, le géant de Soldeu où elle réalise le troisième temps de la première manche avec le dossard n°21 puis parvient à prendre la deuxième place derrière Mikaela Shiffrin et devant Petra Vlhová. Elle remporte sa première victoire en Coupe du monde à l'arrivée du slalom géant qui ouvre la saison 2019-2020 à Sölden le 26 octobre. Avec sa victoire dans le dernier slalom géant de la saison 2020-2021 à Lenzerheide, elle devient la plus jeune skieuse à s'être imposée trois fois dans la discipline avant l'âge de 20 ans. Elle doit attendre quatre années pour renouer avec la victoire en janvier 2025 à Kronplatz.

## Carrière
Alice Robinson naît en Australie, à Sydney, mais lorsqu'elle est âgée de quatre ans, ses parents décident de s'installer dans les montagnes de Queenstown en Nouvelle-Zélande. Elle se tourne définitivement vers le ski alpin en compétitions internationales à l'âge de 15 ans, « Quand j'ai commencé à courir au niveau international sénior, et que j'ai commencé à obtenir de bons résultats, je m'amusais vraiment ». Elle dit avoir été très inspirée par les skieurs américains Bode Miller et Lindsey Vonn. Lors de l'hiver austral 2017, Robinson gagne son premier titre de championne de Nouvelle-Zélande sur le slalom géant. 
En 2018, après avoir fait ses débuts dans la Coupe du monde à Kronplatz, elle est la plus jeune néo-zélandaise de l'histoire à participer aux Jeux olympiques à Peyongchang, à l'âge de 16 ans et 70 jours. Elle se classe 35e du slalom géant à Yongpyong, le meilleur résultat en ski alpin pour son pays depuis les Jeux de Lake Placid en 1980. Elle prend son premier départ en Coupe du monde la même saison, en janvier dans le géant de Kranjska Gora où elle ne se qualifie pas pour la deuxième manche. 
Alice Robinson dispute les championnats du monde à Åre, où, le 14 février 2019, elle se fait remarquer en signant le meilleur temps de la deuxième manche où elle s'est élancée la première près avoir terminé 30e sur le premier tracé, et remonte jusqu'à la 17e place. Cinq jours plus tard, elle  remporte à Val di Fassa le titre de championne du monde junior du slalom géant en réalisant le meilleur temps des deux manches. 
Invitée parmi les coureuses qui disputent le 17 mars le slalom géant finales de la Coupe du monde 2018-2019 à Soldeu en tant que championne du monde junior, elle se rajoute aux vingt meilleures de la saison. Dernière partante en première manche avec le dossard n°21, elle produit un ski « qui respire l'insouciance », prend beaucoup de vitesse, et parvient à réaliser le 3e chrono à 84/100 de seconde de Mikaela Shiffrin. Elle se montre tout autant performante sur le deuxième tracé, et termine sur la deuxième marche du podium, à seulement 30/100e de l'Américaine et devant la championne du monde de la discipline Petra Vlhová. Il s'agit du meilleur résultat pour le ski alpin néo-zélandais depuis les exploits de Claudia Riegler et d'Annelise Coberger dans les années 1990
Alice Robinson remporte à 17 ans la première victoire de sa carrière dès son onzième départ en Coupe du monde,  à l'arrivée du slalom géant d'ouverture de la saison 2019-2020 sur le glacier de Rettenbach à Sölden le 26 octobre. Deuxième temps de la première manche à 14/100 de seconde de Mikaela Shiffrin, elle prend le meilleur sur le deuxième tracé et s'impose pour 6/100e devant la skieuse américaine, Tessa Worley complétant le podium à 36/100e. Les derniers succès néo-zélandais en Coupe du monde remontaient à ceux de Claudia Riegler en slalom lors de l'hiver 1996-1997. Elle remporte le 15 février une deuxième victoire sur la Podkoren de Kranjska Gora en devançant de près d'une seconde toutes les autres concurrentes sur le deuxième tracé du slalom géant, pour s'imposer au total de 34 centièmes devant Petra Vlhova et de 1 s 59 sur Wendy Holdener et Meta Hrovat troisièmes ex-aequo.
Lors de la saison 2020-2021, elle doit attendre le mois de janvier pour signer ses premiers top dix de l'hiver, avec deux neuvièmes places à Kranjska Gora et Kronplatz, avant de participer aux Championnats du monde à Cortina d'Ampezzo, où elle arrive quatrième du slalom géant, pour sa seule course au programme. Elle montre ensuite ses aptitudes en vitesse, lors du super G disputé sur sa station d'entraînement Val di Fassa (dixième), avant de revenir à son plus haut niveau en slalom géant, terminant deuxième à Jasná, où elle est seulement devancée par Petra Vlhová, gagnante de la Coupe du monde, puis finissant en vainqueur aux Finales à Lenzerheide, où elle bat Mikaela Shiffrin de 28 centièmes de seconde, alors que l'Américaine avait 77 centièmes d'avance à l'issue de la première manche.

## Palmarès

### Jeux olympiques
| Édition / Épreuve   | Descente | Super-G | Slalom géant | Slalom  |
| ------------------- | -------- | ------- | ------------ | ------- |
| JO 2018 Pyeongchang | —        | —       | 35e          | Abandon |
| JO 2022 Pékin       | 25e      | Abandon | 22e          | —       |

### Championnats du monde
| Édition / Épreuve                | Descente | Super-G | Slalom géant | Slalom | Combiné      |
| -------------------------------- | -------- | ------- | ------------ | ------ | ------------ |
| Mondiaux 2019 Åre                | —        | —       | 17e          | —      | —            |
| Mondiaux 2021 Cortina d'Ampezzo  | —        | —       | 4e           | —      | —            |
| Mondiaux 2023 Courchevel-Méribel | —        | 7e      | 15e          | —      | Non-partante |
| Mondiaux 2025 Saalbach           | —        | 11e     | Argent       | —      | —            |

### Coupe du monde
- Meilleur classement général : 19e en 2020 et 2021.
- 16 podiums, dont 4 victoires.

| Saison/Classement | Général | Général | Slalom géant | Slalom géant | Super G | Super G | Combiné | Combiné | Parallèle | Parallèle |
| Saison/Classement | Class.  | Points  | Class.       | Points       | Class.  | Points  | Class.  | Points  | Class.    | Points    |
| ----------------- | ------- | ------- | ------------ | ------------ | ------- | ------- | ------- | ------- | --------- | --------- |
| 2018-2019         | 62e     | 95      | 19e          | 95           | -       | -       | -       | -       | -         | -         |
| 2019-2020         | 19e     | 310     | 5e           | 300          | -       | -       | 34e     | 7       | 44e       | 3         |
| 2020-2021         | 19e     | 326     | 8e           | 278          | 31e     | 36      | -       | -       | 19e       | 12        |

#### Détail des victoires
| Saison / Épreuve | Slalom géant         | Slalom | Total |
| 2019-2020        | Sölden Kranjska Gora |        | 2     |
| 2020-2021        | Lenzerheide          |        | 1     |
| 2024-2025        | Plan de Corones      |        | 1     |
| Total            | 4                    |        | 4     |

### Championnats du monde junior
| Édition / Épreuve          | Super G | Slalom géant | Slalom  | Combiné alpin |
| -------------------------- | ------- | ------------ | ------- | ------------- |
| Mondiaux 2018 Davos        | -       | -            | Abandon | Abandon       |
| Mondiaux 2019 Val di Fassa | 15e     | Or           | -       | Abandon       |
| Mondiaux 2020 Narvik       | 4e      | -            | -       | -             |

### Coupe d'Europe
- 3 podiums, dont 1 victoire en slalom géant.

### Coupe nord-américaine
- 1 victoire.

### Championnats de Nouvelle-Zélande
- Championne du slalom géant en 2017 et 2019.
- Championne du slalom en 2017.
- Championne du super G en 2018.